# Cyathea hainanensis
Cyathea hainanensis là một loài thực vật có mạch trong họ Cyatheaceae. Loài này được Ching in Ching & C. H. Wang mô tả khoa học đầu tiên năm 1959.